# Lucrezia Aguiari
Lucrezia Aguiari, Agujari, zwana La Bastardina lub La Bastardella (ur. około 1743 w Ferrarze, zm. 18 maja 1783 w Parmie) – włoska śpiewaczka operowa, sopran.

## Życiorys
Prawdopodobnie była nieślubną córką szlachcica, od czego wziął się jej przydomek. Muzyki uczyła się u Abbé Lambertiniego. Na scenie debiutowała w 1764 roku we Florencji i szybko zrobiła karierę na scenach włoskich. Występowała także za granicą, w tym m.in. od 1775 roku w Londynie. Od 1768 roku związana była z operą dworską w Parmie, gdzie w 1770 roku jej śpiewu słuchał Wolfgang Amadeus Mozart. W 1780 roku poślubiła dworskiego kapelmistrza Giuseppe Collę i wycofała się ze sceny. Zmarła na gruźlicę.
Dysponowała głosem o skali trzech i pół oktawy, od g do c4.